# 根尾谷・淡墨公園

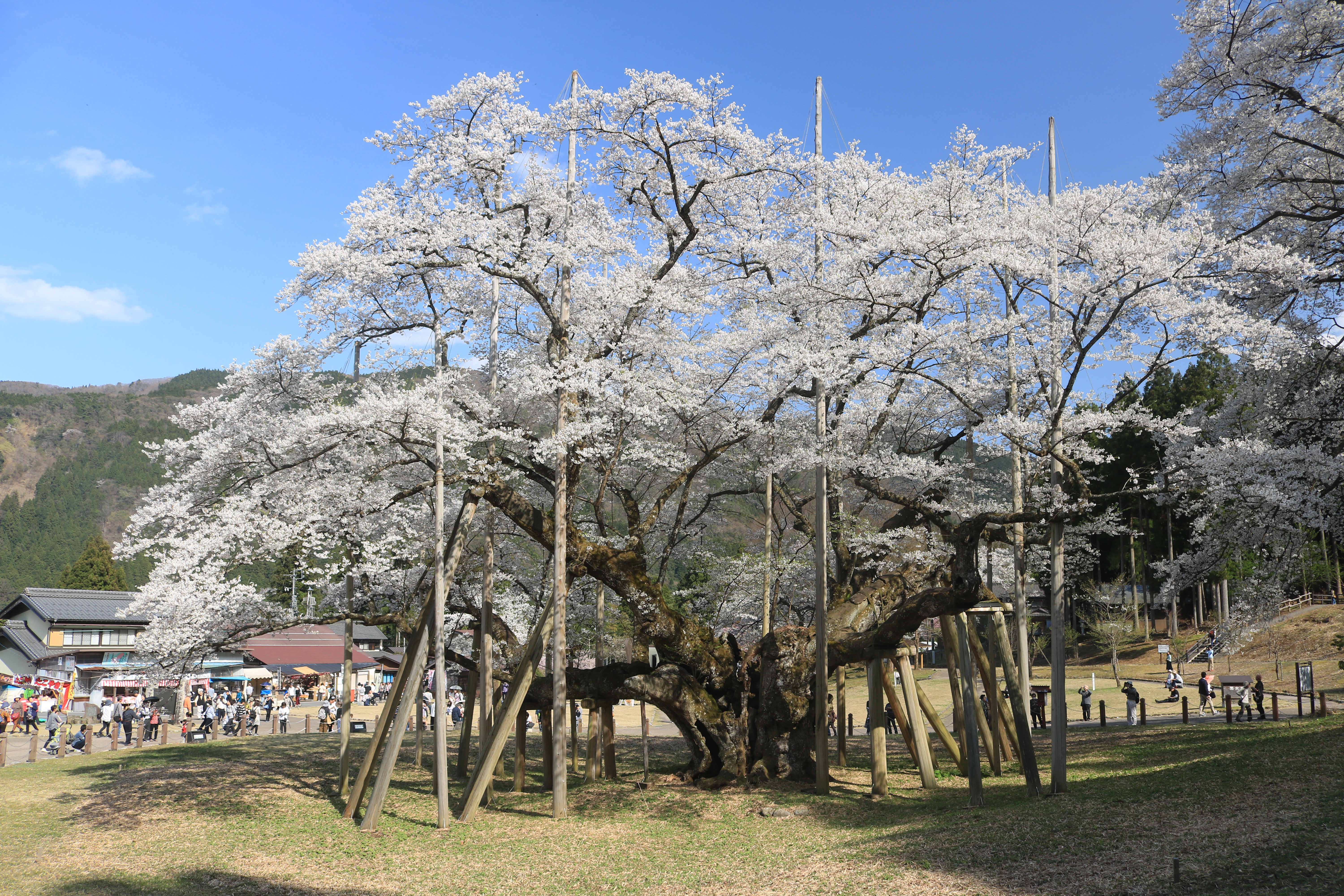
公園内にある淡墨桜

根尾谷・淡墨公園（ねおだに・うすずみこうえん）は岐阜県本巣市根尾板所にある樹齢千五百年以上の淡墨桜を中心に整備された公園である。日本さくら名所100選に選定されている。
広々とした芝生広場(4,500m2)や、遊具、野外ステージなどがあり、各種イベントが開催されることがある。
桜のシーズンには全国各地から大勢の観光客が訪れ大変賑わう。以前は公園へのアクセスの中心となる国道157号の道幅が狭いところが多く激しい渋滞が起こっていたが、近年道路整備が進み渋滞もかなり緩和されてきている。

## 最寄り駅
- 樽見鉄道樽見線樽見駅下車　徒歩15分

## 周辺施設・名所・旧跡
- うすずみ温泉　四季彩館
- 根尾谷断層
- 地震断層観察館・体験館
- さくら資料館
- 淡墨観音